# Вещи, о которых я тебе никогда не говорила
«Вещи, о которых я тебе никогда не говорила» (исп. Cosas que nunca te dije, англ. Things I Never Told You) — комедийная мелодрама испанского режиссёра Изабель Койшет. Премьера фильма состоялась в феврале 1996 года в рамках программы «Панорама» Берлинского кинофестиваля.

## Сюжет
Дон Хендерсон работает продавцом в жилом комплексе, принадлежащем его отцу. В свободное от работы время он добровольно пытается помочь людям, позвонившим по телефону доверия. Однажды к нему дозванивается Энн, чей бойфренд-журналист уехал в Восточную Европу и через некоторое время сообщил, что хочет расстаться с ней. Она пытается вернуть возлюбленного, отправив ему несколько видеороликов, в которых  признается ему в «вещах, о которых я тебе никогда не говорила».

## В ролях
| Актёр          | Роль              |
| -------------- | ----------------- |
| Лили Тейлор    | Энн               |
| Эндрю Маккарти | Дон Хендерсон     |
| Пегги Уэст     | женщина с камерой |
| Лесли Манн     | Лори              |
| Линда Рут Гёрц | Аврора            |
| Кэтрин Херд    | Мюриэл            |
| Кэтлин Эдвардс | доктор Льюис      |
| Алексис Аркетт | Пол               |
| Сеймур Кассел  | Фрэнк             |
| Деби Мейзар    | Дайан             |
| Ричард Эдсон   | Стив              |

## Награды и номинации
- 1996 — Премия «Ondas» за лучшую режиссуру — Изабель Койшет[2]
- 1996 — Международный кинофестиваль в Салониках[3]
  - лучшая актриса — Лили Тейлор
  - премия «Серебряный Александр» — Изабель Койшет
  - номинация на премию «Золотой Александр» — Изабель Койшет
- 1997 — Номинация на премию «Гойя» за лучший оригинальный сценарий — Изабель Койшет[4]
- 1995 — Премия «ADIRCAE» за лучшую режиссуру — Изабель Койшет[5][6]
- 1997 — Премия «Fotogramas de Plata» за лучший фильм — Изабель Койшет[7]
- 1997 — Премия испанского кружка киносценаристов за лучший оригинальный сценарий — Изабель Койшет[8][9]
- 1997 — Номинация на премию «Golden Precolumbian Circle» кинофестиваля в Боготе (Колумбия) за лучший фильм — Изабель Койшет[10][11]
- 1997 — Премия Святого Георгия за лучший фильм — Изабель Койшет[12][13]
- 1997 — Премия «Turia Award» (Испания) за лучший испанский фильм — Изабель Койшет[14]